# 女性不孕症
女性不孕症是發生在女子身上的不孕癥，全球有近5千萬女性受此困擾，盛行率在南亞、撒哈拉以南非洲、北非及中東、中歐及東歐和中亞等地區最高。不孕的原因很多，包括（但不限）營養、疾病及其他子宮結構上的異常等。世界各地都有女性不孕的問題，但因文化和社會差異而產生不同的對待態度。

## 成因
女性不孕症的成因，基本上可以依後天疾病、先天遺傳或依受影響的身體部位分類。
雖然病因可以分為先天或後天，但女性不孕症通常多少都受先天与后天因素組合影響。而且，具有任何女性不孕症的單一风险因子（如，吸烟，下面另外補充），不一定就會造成不孕。就算女性確實不孕，就算她現在（或曾經）具有某個風險因子，也無法確認一定是它造成的。

### 後天
根據美國生殖醫學協會（ASRM）的研究，年齡、吸烟、性病、體重過輕或是過重都會影響女性生育能力。
廣義的來看，後天因素包括所有與突变無關的因素，甚至包括胚胎發育期在子宮內接觸到毒素，可能在成年數年後才出現不孕的症狀。

#### 年齡
女性的生育力受其年齡影響。女性初潮的平均年齡在12至13歲（美國約是12.5歲，加拿大是12.72歲，英國是12.9歲）。月經初潮之後的女性，頭一年的月經週期中，80%的月經週期無排卵；第三年時，有50%的月經週期無排卵；第六年則降到10%。女性生育力高峰出現在20歲初期到中期，之後開始下降，35歲之後下降速度變快。因各研究結果不同，仍無法準確估算特定女性在特定年齡的受孕機率。年齡較長的夫妻成功受孕的機率和許多因素有關，除了女性生育力外，也包括女性的整體健康情形和男性伴侶的生育力。

#### 吸烟
吸菸對卵巢有害，受害程度和吸菸（或暴露在二手菸環境中）的總量及持續時間有關。尼古丁以及其他有害的化學物質會影響身體產生雌激素的能力（負責調節卵泡生成及排卵）。此外，吸菸也會影響卵泡生成、胚胎運輸、子宮內膜容受性及血管新生、子宮血流及子宮肌層，有些損害是不可逆的，但戒菸能避免後續損害發生。吸菸者不孕的機率比不吸菸者高60%。接受體外人工受精，吸菸會減少活產機率34%和增加流產機率30%。而且女性吸菸者的更年期會提早約1至4年。

#### 性傳染病
性傳染病也是造成不孕症的主要原因。它們的症狀通常並不明顯，若未能及時適當治療，將造成生育力下降。

#### 體重及飲食失調
不孕的女性中，12%有体重不足或超重的情形。除了基本生殖器官外，脂肪細胞也會分泌雌激素。體脂肪過多，會產生過多雌激素，使身體產生類似避孕的反應，降低懷孕的可能性。而體脂肪過少會使雌激素產量不足，影響月經週期。体重不足或是超重的女性都容易發生月經週期不規則，合併排卵異常或不排卵。幼年時充足的營養也是日後正常生育力的來源。
一個美國研究指出，不孕的女性中有20%曾經或現在有飲食失調的問題，這個比例比正常人的終生盛行率多五倍。
2010年的一篇回顧性研究指出體重過重或是肥胖的低生育力女性，接受生育治療時，成功機率較低、併發症較多且費用更高。假設有1000名接受生育治療的無排卵女性，若體重正常，研究預估約會有800個活產；但若體重過重或肥胖，約會有690個活產。若是正常排卵的女性，若體重正常會有700個活產，體重過重會有550個，而肥胖的會有530個活產。對過重和肥胖女性而言，若無排卵，每次活產所需費用比正常體重女性多54％和100％；若正常排卵，則分別多44％和70％。

#### 輻射
輻射暴露造成不孕的風險增加，也和暴露的頻率、輻射功率以及時間長短有關。已有資料指出放射線療法會造成不孕，謠傳5G 毫米波可能造成不孕。
卵巢吸收的輻射量決定不育是否發生。高劑量會破壞卵巢中部分或全部的卵子，並可能導致不孕或早期停經。

#### 化療
化療導致不孕的風險很高。不孕風險高的化療藥物有丙卡巴肼以及其他烷基化藥物，例如環磷酰胺、異環磷酰胺、白消安、美法崙、苯丁酸氮芥和氮芥。不孕風險中等的化療藥物有阿黴素和含鉑類藥物（例如順鉑和卡鉑）。另外一方面，生殖毒性風險低的化療藥物包括植物提煉的物質（如長春新鹼和長春鹼）、抗生素（如博來黴素和放線菌素）及抗代謝物（如甲氨蝶呤、巰基嘌呤和5-氟尿嘧啶）。
化療引起的女性不孕主因是原始卵泡消失造成的卵巢早衰。消失不一定是化療藥物本身直接的作用，但可能源自為了取代受損卵泡而造成的生長加速。在經過三個療程的化療後，竇卵泡計數減少。然而在四個療程後，促卵泡激素（FSH）會達到停經時的濃度。化療後的其它荷爾蒙的變化包括抑制素 B和抗穆氏管荷爾蒙濃度下降。
女性在接受化療之前，有許多可以保存生育能力的方式，例如將卵巢組織、卵母細胞甚至胚胎進行深低溫保存。

#### 免疫性不孕
抗精子抗體（ASA）造成的不孕，在不孕伴侶中約占10%至30%。抗精子抗體會直接攻擊精子上的表面抗原，這會影響精子的活動力及其在女性生殖道中移動的能力、阻礙精子的獲能作用和頂體反應、抑制受精、影響胚胎著床以及後續的生長及發育。女性形成抗精子抗體的危險因子包括：免疫調節機制錯亂、感染、黏膜完整性破損、受到強姦或是進行沒有防護措施的肛交或口交。

#### 其他後天因素
- 腹膜腔（英语：peritoneal cavity）手術後的沾黏是女性後天型不孕的主要原因之一[24]。可以減少沾黏範圍及嚴重度的一般手術原則包括：使用侵入性較小的術式、使用較少異物或減少局部缺血的程度。不過2012年的統合分析發現支持此手術原則的研究實證並不充分[24]。
- 糖尿病。一篇有關第一型糖尿病的回顧研究指出：就算有現代化的治療，女性糖尿病患者的不孕風險還是比較高，反映在青春期及初經的後延、月經不規則（特別是月經過少）、輕微的高雄激素血症（英语：hyperandrogenism）、多囊卵巢綜合症、活產比例較低，以及更年期可能更早到來[25]。動物模型發現糖尿病會造成分子層級上的異常，包括：瘦蛋白、胰岛素及親吻素（英语：kisspeptin）訊息傳遞上的異常[25]。
- 乳糜泻。乳糜泻的非消化道症狀可能包含不孕（如：初經延遲、閉經、不孕或是提早進入更年期）和妊娠併發症（如：宫内生长受限〔IUGR〕、小于胎龄〔SGA〕的胎兒、反覆流產、嬰兒早產或出生体重過輕）。不過，无麸质饮食可能會降低以上風險。有些作者認為，若有女性有原因不明的不孕、多次流產或是宫内生长受限，需要評估是否可能合併乳糜泻[26][27]。
- 明顯的肝臟或腎臟疾病。
- 血栓形成體質（英语：Thrombophilia）[28][29]。
- 吸食大麻。大麻會干擾内源性大麻素系统（英语：endocannabinoid system），可能會造成不孕[30]。
- 輻射，像是放射線療法。能造成女性永久不孕的卵巢輻射劑量隨年齡而異：出生時暴露 20.3 Gy，十歲時暴露 18.4 Gy，二十歲時 16.5 Gy，三十歲時 14.3 Gy[31]。在全身放療後，10-14%的患者性腺功能會恢復正常，但之後進行骨髓移植的患者，其懷孕比例低於2%[32][33]。

### 遺傳因素
許多基因的突變會造成不孕，如下表所示。還有其它情況與女性不孕有關，它們可能是基因病變引發，但尚未找到致病的單一基因，例如苗勒管发育不全（MRKH）。最後，還有不知為數多少的基因突變會造成生育力低下，它們可能受其它額外因素（如：環境）影響而造成完全不孕。
造成女性不孕的染色体畸变包括了特纳氏综合征。特纳氏症的女性患者，需由其他婦女捐卵完成人工生育。
有些基因或染色体異常可能會導致間性，例如雄激素不敏感症候群。
| 基因          | 編碼的蛋白質                                                                                       | 缺乏的影響 |  |
| ------------- | -------------------------------------------------------------------------------------------------- | --- |  |
| BMP15         | 骨塑型蛋白 15                                                                                      | 高促性腺激素性卵巢衰竭（POF4)                                                                                    |  |
| BMPR1B        | 骨塑型蛋白受體 1B                                                                                  | 卵巢功能障礙、高促性腺激素性性腺功能低下症、肢端肢中部骨骺軟骨發育不良（acromesomelic chondrodysplasia）         |  |
| CBX2、M33     | 染色盒蛋白質同源物 2（Chromobox protein homolog 2）、果蠅多梳家族蛋白（Drosophila polycomb class） | 體染色體 46,XY 男變女的性別轉換（表現型上是正常女性）                                                            |  |
| CHD7          | 染色質結構域解旋酶DNA结合蛋白7（Chromodomain-helicase-DNA-binding protein 7）                      | CHARGE聯合畸形及卡门氏症候群（KAL5）                                                                             |  |
| DIAPH2        | DIAPH2蛋白                                                                                         | 高促性腺激素性卵巢早衰（POF2A）                                                                                  |  |
| FGF8          | 成纖維細胞生長因子 8                                                                               | 嗅覺正常的低促性腺激素性性腺功能低下症及卡門氏症候群（KAL6）                                                     |  |
| FGFR1         | 成纖維細胞生長因子受體 1                                                                           | 卡门氏症候群（KAL2）                                                                                             |  |
| HFM1          | | 原發性卵巢功能衰竭                                                                                               |  |
| FSHR          | 促卵泡激素受体                                                                                     | 高促性腺激素性性腺功能低下症及卵巢过激综合征                                                                     |  |
| FSHB          | 促卵泡激素β亚基                                                                                    | 促卵泡激素不足，原發性無月經症及不孕                                                                             |  |
| FOXL2         | FOX蛋白L2                                                                                          | 和第一型先天性家族性瞼口狹小症（BPES）有關的孤立性卵巢早衰（POF3）; FOXL2 402C 變成 G 的突變和卵巢顆粒細胞瘤有關 |  |
| FMR1          | X染色體脆折症                                                                                      | 和潛在突變有關的卵巢早衰（POF1）                                                                                 |  |
| GNRH1         | 促性腺激素释放激素                                                                                 | 嗅覺正常的低促性腺激素性性腺功能低下症（nHH）                                                                    |  |
| GNRHR         | GnRH受體                                                                                           | 低性腺激素性性腺功能減退症                                                                                       |  |
| KAL1          | 卡门氏症候群                                                                                       | 低促性腺激素性性腺功能低下症及失眠，X染色體串聯的卡门氏症候群（KAL1）                                            |  |
| KISS1R，GPR54 | KISS1受體                                                                                          | 低促性腺激素性性腺功能低下症                                                                                     |  |
| LHB           | 黄体生成素β亚基                                                                                    | 性腺功能低下症及假雌雄同体                                                                                       |  |
| LHCGR         | 黄体生成素/绒毛膜促性腺激素受体                                                                    | 高促性腺激素性性腺功能低下症（luteinizing hormone resistance）                                                   |  |
| DAX1          | 劑量敏感的性別轉換，先天肾上腺发育不全，位於X染色體的基因1                                         | X染色體串聯先天性腎上腺發育不全，合併低促性腺激素性性腺功能低下症；劑量敏感由男變女的性別轉換                    |  |
| NR5A1，SF1    | 類固醇生成因子1                                                                                    | 46,XY 男變女的性別轉換，性腺退化，先天性脂質腎上腺增生；46,XX性腺發育不全；及 46,XX 原發性卵巢功能不全           |  |
| POF1B         | 1B型卵巢早衰                                                                                       | 促性腺激素過多，原發性無月經（POF2B）                                                                            |  |
| PROK2         | 激肽原                                                                                             | 正常嗅觉低促性腺激素性性腺功能低下症及卡门氏症候群（KAL4）                                                       |  |
| PROKR2        | 激肽原受體 2                                                                                       | 卡门氏症候群（KAL3）                                                                                             |  |
| RSPO1         | R-spondin家族，成員1                                                                               | 46,XX 女變男的性別轉換（患者有睾丸）                                                                             |  |
| SRY           | SRY基因                                                                                            | 突變產生46,XY 女性；染色體易位產生 46,XX 男性                                                                    |  |
| SCNN1A        | 上皮組織鈉通道（ENaC）的Alpha亞基                                                                  | 無義突變導致女性生殖道ENaC的基因表現缺損                                                                         |  |
| SOX9          | SRY相關的HMB盒基因9                                                                                | |  |
| STAG3         | 基质抗原3                                                                                          | 卵巢早衰 |  |
| TAC3          | 速激肽3（Tachykinin 3）                                                                            | 正常嗅觉低促性腺激素性性腺功能低下症                                                                             |  |
| TACR3         | 速激肽受体3                                                                                        | 正常嗅觉低促性腺激素性性腺功能低下症                                                                             |  |
| ZP1           | 透明帶糖蛋白1                                                                                      | 形成功能不良的透明帶                                                                                             |  |

### 依身體部位分類

#### 下丘腦 - 垂體因子
- 下丘腦功能障礙
- 高催乳素血症（英语：Hyperprolactinemia）[41]

#### 卵巢因素
- 化学疗法（如前所述），有些藥物的卵巢毒性很高
- 許多基因缺陷（如前所述），造成卵巢功能異常
- 多囊卵巢綜合症（參考多囊卵巢綜合症造成的不孕（英语：infertility in polycystic ovary syndrome））
- 無排卵（英语：Anovulation）。因為無排卵造成的不孕稱為「無排卵不孕」，相對於有排卵但不孕的情形[42]
- 卵巢儲備（英语：ovarian reserve）減少，參考卵巢儲備不足（英语：poor ovarian reserve）
- 過早更年期（英语：Premature menopause）
- 更年期
- 黃體功能障礙[43]
- 性腺發育不全（特纳氏综合征）
- 卵巢癌

#### 輸卵管（異位）/腹膜因素
- 子宮內膜異位症（可以參考子宮內膜異位症及不孕（英语：endometriosis and infertility））
- 骨盆腔沾黏
- 骨盆腔發炎（簡稱PID，一般是披衣菌感染引起）[44]
- 輸卵管堵塞
- 之前的異位妊娠。2013年的隨機研究發現異位妊娠治療2年後，若是進行根治性手術後，成功子宮內懷孕的比例是64%，若藥物治療，懷孕的比例是67%，若是保守性手術，比例是70%[45]。比較起來，40歲以下的女性追蹤二年的累計懷孕比例是90%[46]。

#### 子宮因素
- 子宫畸形[47]
- 子宮肌瘤
- 阿舍曼綜合徵（英语：Asherman's Syndrome）[48]
- 找不到原發因素的着床失敗。即使胚胎移植（英语：embryo transfer）後，仍無法成功懷孕。

以往曾認為双角子宫和不孕有關，不過近期研究無法驗證兩者的相關性。

#### 子宮頸因素
- 子宮頸狹窄（英语：Stenosis of uterine cervix）[51]
- 抗精子抗體（英语：Antisperm antibodies）[23]
- 非受孕性宮頸黏液[52]

#### 陰道因素
- 陰道痙攣
- 陰道堵塞

## 診斷
不孕症的診斷始於病史問診及身體檢查。醫療人員可能也會安排以下的檢查：
- 實驗室檢查
  - 激素檢查，測量女性激素在月經週期中特定時間點的濃度。
  - 促卵泡激素（FSH）及雌激素，在月經後第二天或第三天檢測，以評估卵巢儲備（英语：ovarian reserve）。
  - 甲狀腺機能[53]，促甲状腺激素（TSH）濃度在1到2之間，最適合受孕
  - 孕酮，在月經後半週期測量，確認是否排卵。
  - 抗穆氏管荷爾蒙評估卵巢儲備[54]
- 檢查及影像
  - 子宮內膜活體組織切片，確認排卵，並檢視子宫内膜。
  - 腹腔鏡檢查（英语：Laparoscopy），檢視骨盆腔內器官。
  - 生育鏡（英语：Fertiloscopy），比較新的醫學技術，是一種經過陰道的腹腔鏡檢查，可以早期診斷並立刻治療某些女性生殖器官的問題。
  - 巴氏涂片检查，確認是否有感染
  - 骨盆檢查，檢查是否有異常或感染
  - 性交後檢查，在性交後馬上檢查子宮頸黏液，觀察精子能否存活其中（因為測試可靠度不高，現在很少使用）
  - 子宫输卵管造影（英语：Hysterosalpingography）或超音波输卵管造影（英语：sonosalpingography），檢查输卵管是否通暢
  - 超音波子宮造影，檢查子宮的異常。

基因檢測仍在發展，檢查是否有和女性不孕症有關的基因突變。
一般是由婦產科醫師或是婦女健康專科護理師（WHNP）進行一開始的診斷及治療。若初步治療失敗，可能會轉診給經過生殖內分泌醫師進行專科訓練過的醫師。（在北美）生殖內分泌醫師, 通常是指接受過生殖內分泌科學以及不孕症訓練的婦產科醫師。這些醫師負責處治生殖相關疾病，對象除了婦女外，也包括男性、兒童及青少年。
生殖內分泌及不孕專科的醫療工作聚焦於協助婦女受孕，並且改善可能會造成流產的問題。一般來說，生殖內分泌及不孕專科，並不接受一般助產相關的婦女患者。

### 定義
女性不孕沒有一致性的定義，因為其定義與社會和身體特徵有關，這些都受文化和情境影響。英國國家健康與照顧卓越研究院（NICE）表示：「如適齡女性在經過一年無避孕措施的陰道性交後還不能懷孕，且無已知的不孕原因時，應和她的伴侶一起接受進一步的醫療診查」。NICE指引也建議超過35歲的女性、臨床上有已知的不孕原因，或具有容易不孕風險的病史，更應該儘早咨詢生育專科醫生。根據世界衛生組織（WHO）的定義，不孕可以描述為無法受孕、維持懷孕，或使胎兒順利生產。世界衛生組織和ICMART對不孕的臨床定義是「一種生殖系統疾病，定義為經過12個月以上規律且無避孕措施的性行為，但仍無法達到臨床上的懷孕。」。不孕症也可以再進一步分為原發性不孕及次發性不孕。原發性不孕是指無法順利生產，包括無法受孕，或胎兒無法順利生產（流產或是死胎），次發性不孕是指之前曾經順利受孕或活產，但後來無法受孕或是順利活產。

## 預防
後天的女性不孕症能用以下方式預防：
- 維持健康的生活形態：過度運動、攝取咖啡因、酒類及吸煙都和女性生育力降低有關。另一方面，飲食均衡營養，攝食充足的新鮮水果及蔬菜，並維持正常體重，可維持較好的生育力。
- 治療或是預防已有疾病：確診並控制慢性病（如，糖尿病及甲狀腺機能低下症）能提昇生育力。終身實行安全性行為可能會減少性傳染病引起的生育力受損；及時治療性病可以減少感染可能造成的顯著傷害。定期的身體檢查（包括子宫頸抹片）可以提早發現感染或是異常。
- 不延遲生育時間：生育力並非最終在停經前完全消失，而是在27歲後逐漸下降，在35歲後下降速度變快[59]。女性的親生母親若有生育相關的異常（如，親生母親有早發性停經（英语：premature menopause）），她可能也會有類似問題的風險，將可治療並延緩此風險，並延遲生育時間。
- 卵子冷凍貯藏：女性可利用卵子冷凍貯藏（凍卵）保存她的生育力。卵子冷凍貯藏會將女性卵母细胞冷凍，在之後想要（或適合）生育時再使用[60]。在生育力顛峰期凍卵，可將女性的卵母细胞冷凍貯藏，日後需要時使用，也可減少她不孕的機會[60]。

## 治療
無法逆轉產婦高齡的影響，不過若女性還沒進入更年期，輔助生殖技術能克服多種不孕的原因，例如：
- 無月經（英语：anovulation）者，能進行誘導排卵（英语：Ovulation induction）。
- 輔卵管堵塞，可進行體外人工受精。

## 流行病學
世界各地女性不孕症的流行病學差異很大。2010年估計全世界有4850萬對夫妻不孕，從1990年至2010年之間，全世界不孕的情況變化不大。2010年全世界女性不孕比例最低的地區有南美洲的秘魯、厄瓜多爾及玻利維亞，也包括波蘭、肯亞以及大韓民國，女性不孕比例最高的地區有東歐、北非、中東、大洋洲、及撒哈拉以南非洲。自1990年起，原發性不孕的盛行率上昇，但次發性不孕的盛行率整體而言是下降的。女性不孕症在高收入、中歐及東歐、及中亞地區的發生率（不是盛行率）下降。

### 非洲
撒哈拉以南非洲在1990年到2010年之間，原發性不孕的盛行率減少。其中，盛行率最低的是肯亞、辛巴威及盧旺達，盛行率最高的則是幾內亞、莫桑比克、安哥拉、加蓬及喀麥隆，以及北非靠近中東一帶。根據2004年的DHS報告，非洲盛行率最高的是中非及撒哈拉以南非洲，緊接著的是東非。

### 亞洲
合併原發性及次發性不孕症，亞洲盛行率最高的是南亞中部、接著是東南亞，盛行率最低的是西亞。

### 拉丁美洲及加勒比海地區
拉丁美洲及加勒比海地區的女性不孕症盛行率低於全球。其中盛行率最高的是牙買加、蘇里南、海地、千里達及托巴哥。盛行率最低的是拉丁美洲中部及西部；盛行率最高的國家是加勒比海的島國，及開發度較低的國家。

## 社會及文化

### 社会羞辱
全世界許多文化中，不孕症引起的社會羞辱形式多樣。當女性無法受孕時，通常都會怪罪她們，即使大約50％的不育問題來自男性。此外，許多社會傾向只珍視那些生產一胎以上的女性，且若夫妻無法受孕，婚姻會被視為失敗。生育孩子的行為與夫妻婚姻是否美滿有關，並反映他們在社會中的社會角色。非洲國家由東部的坦桑尼亞到西部的加蓬，不育症盛行，被稱為「非洲不孕帶」。在這個區域，會發現以上現象，且此地的不孕症被嚴重的污名化，不孕的夫妻在社會上會被視為失敗。在烏干達和奈及利亞也是如此，在這兒不懷孕會承受巨大壓力，也具有某種社會影響。在部分穆斯林社會中也有相同的現象，包括埃及和巴基斯坦。
有時，婦女的子女人數，會被視為財富的象徵，或是繼承財產數量的依據。兒童可以透過多種方式影響財務安全。在奈及利亞和喀麥隆，土地所有權會由孩子的數量決定。此外，在一些撒哈拉以南的國家，如果婦女沒有生育任何子女，可能無法繼承財產。在一些非洲和亞洲國家，丈夫可以剝奪不孕妻子的食物、住所和其他生活必需品（像是衣服）。在喀麥隆，婦女可能無法繼承丈夫的土地，晚年只能獨立生活。
社會和文化活動（包括傳統儀式），無生育的婦女是可能無法參加。在莫桑比克和奈及利亞會發現這種污名化現象，不孕的婦女會被視為社會流浪者。這種侮辱性做法，貶低社會中不孕婦女的價值。根據馬庫阿族傳統，懷孕和分娩被視為婦女的重要生活事件，像恩薩拉（nthaa´ra）和恩薩阿拉之姆瓦納（ntha´ara no mwana）儀式，只有曾懷孕且有小孩的婦女能參加。
與懷孕有關的內部和社會規範，可能對不孕症產生社會羞辱，這影響世界各地的婦女。當懷孕視為是生命中的重要事件，並不孕被當作「社會上無法接受的狀況」時，會促使人們尋求各種形式的治療，不論是傳統治療或是昂貴的西方療法。在得到治療機會有限的許多地區，為了生孩子而可能產生極端行為，有時更可能違法。

### 婚姻角色
有些國家的男性若發現他和妻子無法生育，可能會和其他女性結婚或是納妾，目的是希望透過和其他女性的性行為來繁衍後代。此情形在某國家很常見，例如喀麥隆、奈及利亞、莫三比克、埃及、波札那、孟加拉國，以及一些一夫多妻制較常見，而且被社會接受的國家。
在某些文化中，包括波札那和奈及利亞，為了生孩子，婦女可以選擇並允許能與她丈夫有性行為的女性。迫切需要孩子的婦女可能會與丈夫妥協，選擇一名婦女，並承擔照顧孩子的職責，以滿足被社會接受和有用的自覺。
為了懷孕，女人也可以和其他男人睡覺。這麼做的原因有很多，包括：傳統治療師的建議，或者尋找另一個「更適合」的人。在許多情況下，丈夫並不知道妻子有其它額外的性關係，就算妻子懷了另一個男人的小孩，也不會被告知丈夫。然而，文化上並不接受這樣的行為，因此可能使婦女受孕的機會比男人少，並加劇婦女的性別痛苦。
男人和女人也可以離婚，試圖找到一個新的伴侶來生孩子。不孕在許多文化中是離婚的原因，也是男人或女人增加他們後代機會的一種方式。婦女離婚後，可能失去土地、財富和家庭帶來的安全保障。這會破壞婚姻，並導致婚姻上的不信任。性伴侶增加也可能導致疾病傳播，包括艾滋病毒/艾滋病，並助長後代不育的可能性。

### 家庭暴力
源自不孕的情緒變化及壓力，在家庭裡會導致對婦女的不當對待及家庭暴力。婦女因為不孕而地位低落，會導致家庭暴力及情緒創傷，如指责受害人。在夫妻不孕時，妻子常會成為被指責的對象，並可能造成精神虐待、焦慮及羞恥。此外，就算不孕的原因在男性，妻子也常是被責備的對象。無法懷孕的婦女可能會被餓死、被責打、其經濟需求也可能受到丈夫的忽視，就像她沒有為丈夫養育孩子的功能一般。與不孕症相關的身體虐待也可能由此造成，也可能是由隨之的壓力產生。在一些國家，不孕造成的情緒虐待及身體虐待，可能導致毆打、謀殺及自殺。

### 精神和心理影響
許多不孕婦女在她的病情之後，尚需面對巨大壓力和社會羞辱，並引起很大的精神痛苦。試圖生育孩子造成的長期壓力，及分娩背後的社會壓力，可能導致情緒障礙，最終成為精神疾病。患有不孕症的婦女可能需要面對心理壓力，如否認、憤怒、悲傷、罪惡感和抑鬱。還有許多社會羞辱，導致強烈的悲傷和挫折感，可能造成抑鬱和自殺。不孕症背後的義涵，因無法生育孩子的社會壓力和個人悲痛，將對不孕婦女的心理健康造成巨大影響。